# Carmen de la Fundación Rodríguez Acosta
El carmen de la Fundación Rodríguez Acosta se encuentra sobre la colina del Mauror —o de los Aguadores—, en la ciudad española de Granada que, desde su creación en 1941 por legado testamentario del pintor José María Rodríguez-Acosta, desarrolla su actividad basada en la difusión de la cultura en su más amplio concepto.
Tanto el carmen como los jardines fueron declarados Monumento Histórico Nacional en 1982, pasando posteriormente a ser Bien de Interés Cultural en la categoría de Monumento.

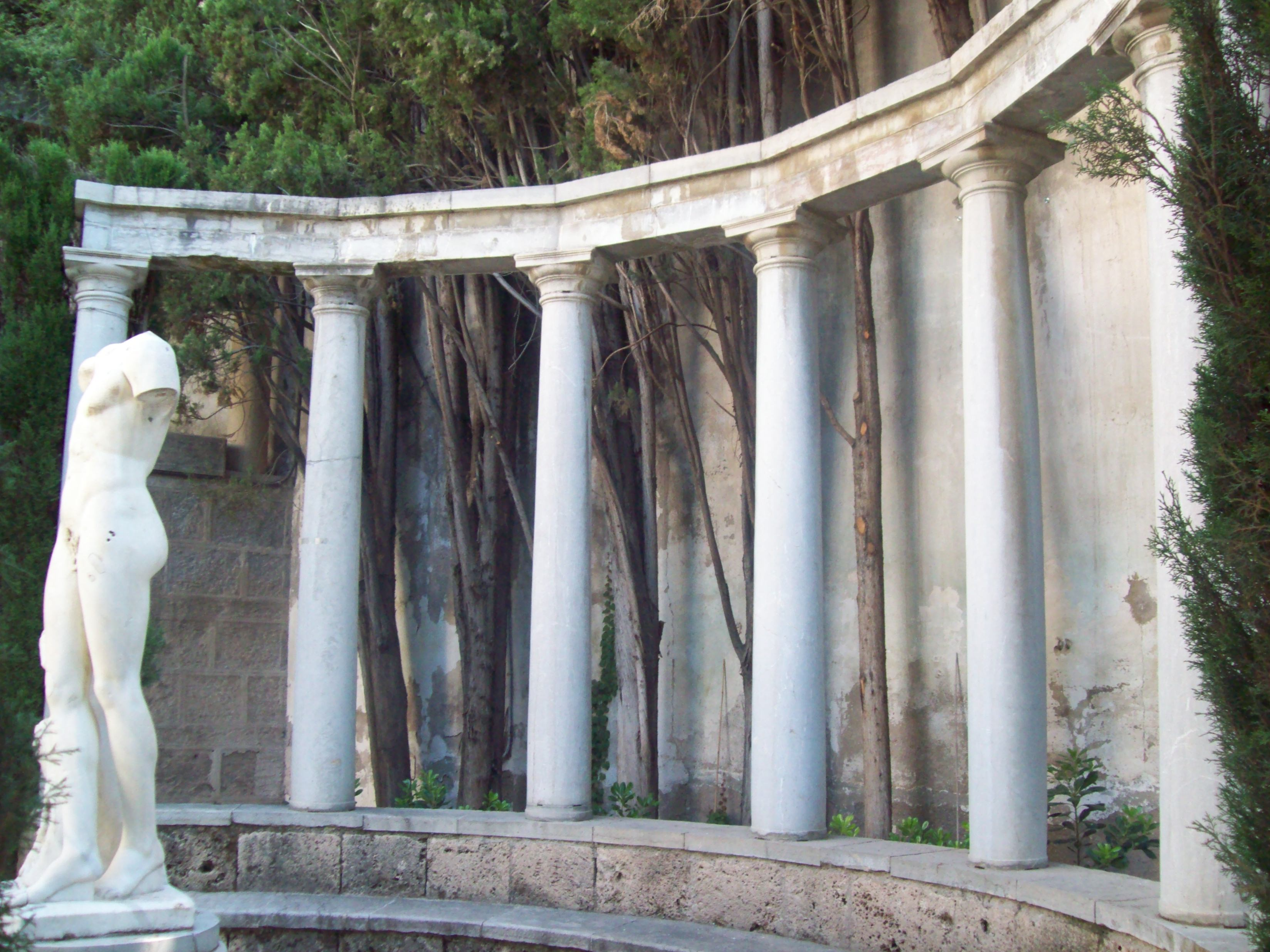
Jardines

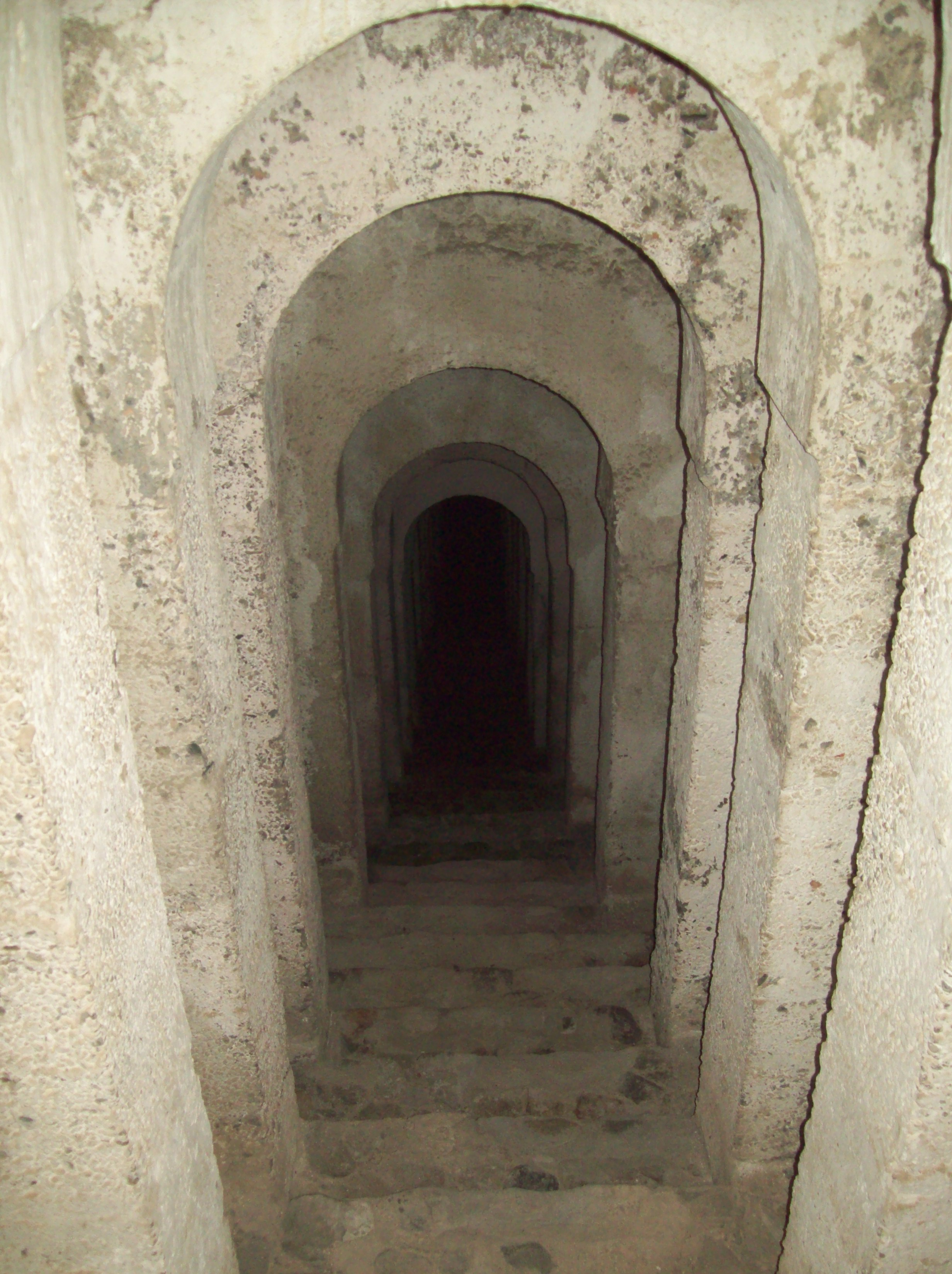
Entrada a las galerías subterráneas

## Historia
El Carmen que se erige en las cercanías de las Torres Bermejas, próximo a La Alhambra, fue diseñado para albergar el estudio del pintor granadino José María Rodríguez-Acosta, siendo el verdadero artífice del proyecto arquitectónico, aunque recibió el soporte técnico de los arquitectos Ramón Santa Cruz y de Modesto Cendoya en el proyecto inicial de 1916 y del arquitecto Teodoro Anasagasti y Algán en 1921 y de un segundo proyecto de la mano del arquitecto granadino José Felipe Jiménez Lacal a partir de 1924.

## El Patronato
Los miembros del Patronato, en palabras de su fundador han de ser:

"Hombres de espíritu abierto, de noble corazón, que aunque tengan sus normas particulares sean capaces de analizar sin rencor ni hostilidad las distintas sugestiones con alegría, con la fecunda alegría de querer ensanchar los conocimientos de este milagro que es la vida y que tenemos el gozoso deber de hacer cada vez más noble, más bella y más dichosa".

José María Rodríguez-Acosta.

Deben figurar entre sus miembros, profesores de Universidad y demás centros de enseñanza o investigación, así como otras personas particulares de condiciones apropiadas a los fines de la fundación. Formaron parte de su primer Patronato miembros tan ilustres como Ortega y Gasset, Manuel de Falla o Fernando de los Ríos.

## El Instituto Gómez Moreno
Es una institución cultural de carácter privado para albergar el legado del arqueólogo e historiador granadino Manuel Gómez-Moreno Martínez.

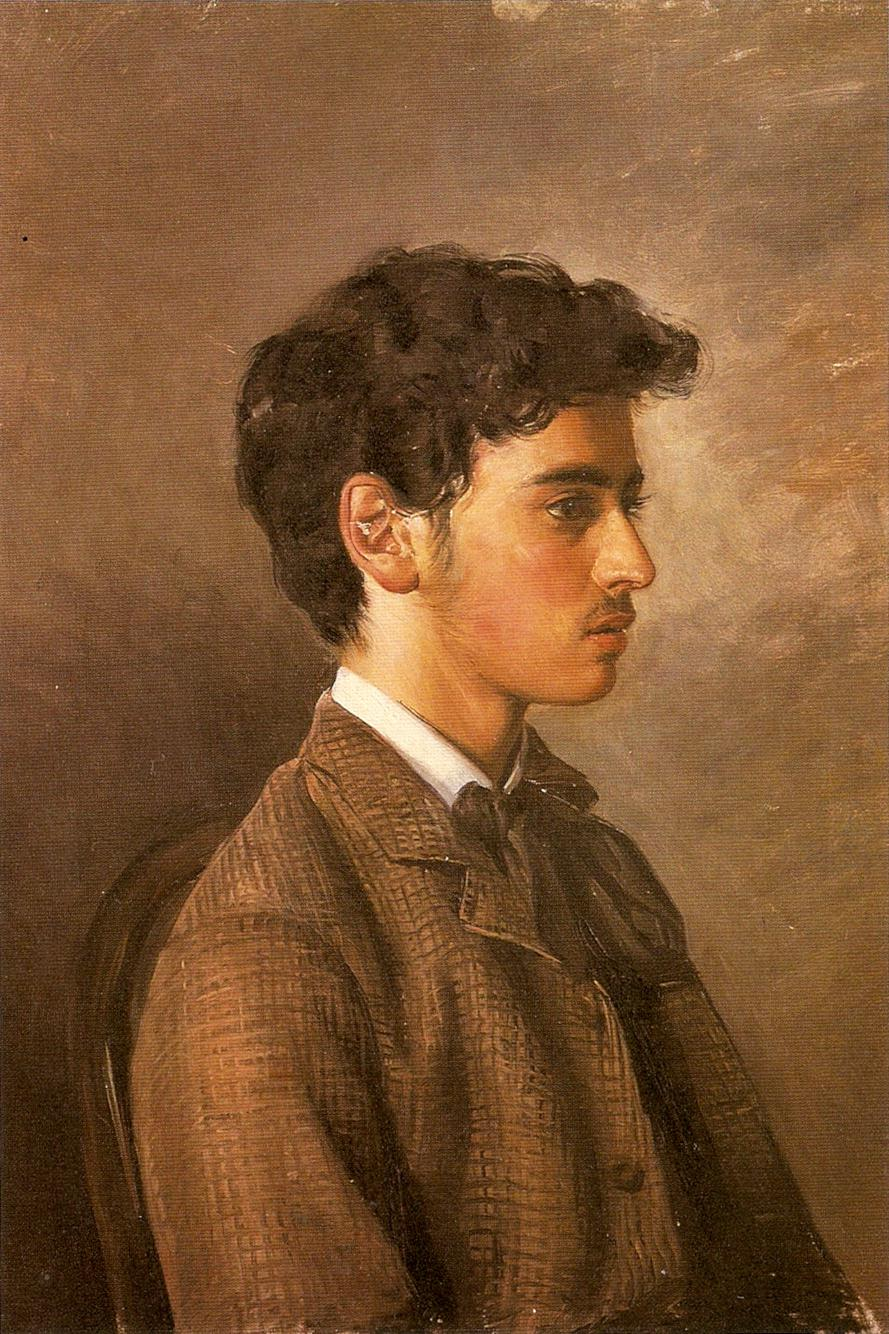
Retrato de Manuel Gómez-Moreno Martínez a los 14 años, pintado por su padre

La principal finalidad del centro de investigación es la promoción, protección, fomento y divulgación del arqueólogo, y consta de archivo, biblioteca y museo.
A su muerte, la familia del autor en 1973 dona a la Fundación Rodríguez-Acosta la colección artística y documental, quedando inaugurado en 1982 el centro.
El edificio se construye ex profeso en unos terrenos anexos al carmen de la Fundación, proyecto del arquitecto José María García de Paredes en 1978, y desde que se abrió al público el Instituto ha venido mostrando las colecciones de pintura, escultura, artes decorativas, arqueología, tejidos, grabados y dibujos del historiador.
En la colección de pinturas se pueden contemplar obras de representantes de la escuela española de los siglos XVII a XX, como Zurbarán, Pacheco, Alonso Cano, Fortuny y Sorolla, entre otros.